# 1991 VG2
1991 VG2 är en asteroid i huvudbältet som upptäcktes den 9 november 1991 av de båda japanska astronomerna Seiji Ueda och Hiroshi Kaneda i Kushiro.
Den tillhör asteroidgruppen Nysa.